# NGC 5709
NGC 5709 = NGC 5703 ist eine Balkenspiralgalaxie vom Hubble-Typ SBa im Sternbild Bärenhüter. Sie ist rund 169 Millionen Lichtjahre von der Milchstraße entfernt.
Sie wurde am 16. Mai 1784 von Wilhelm Herschel mit einem 18,7-Zoll-Spiegelteleskop entdeckt, der sie dabei mit „Two. 3′ distant, on the same parallel; ... the preceding [NGC 5709] is eF, vS, verified with 240 power“ beschrieb. Die zweite genannte Galaxie ist NGC 5699 / 5706.
Auf Grund einer fehlerhaften Positionsangabe Herschels von über einem Grad notierte Dreyer bei der Erstellung des Kataloges “lost” für diese Galaxie. Die Entdeckung von Édouard Stephan am 12. Mai 1883 wurde als NGC 5709 aufgenommen und unter dieser Nummer bis heute geführt. Herschels Fehler konnte erst im Jahr 1912 entdeckt und korrigiert werden.